# 片仮名
片仮名（かたかな）は、音節文字の一つ。かなの一種である。

## 概要
片仮名は、漢文を訓読するために記号的に使われたもの。

## 歴史

### 平安時代 - 明治時代

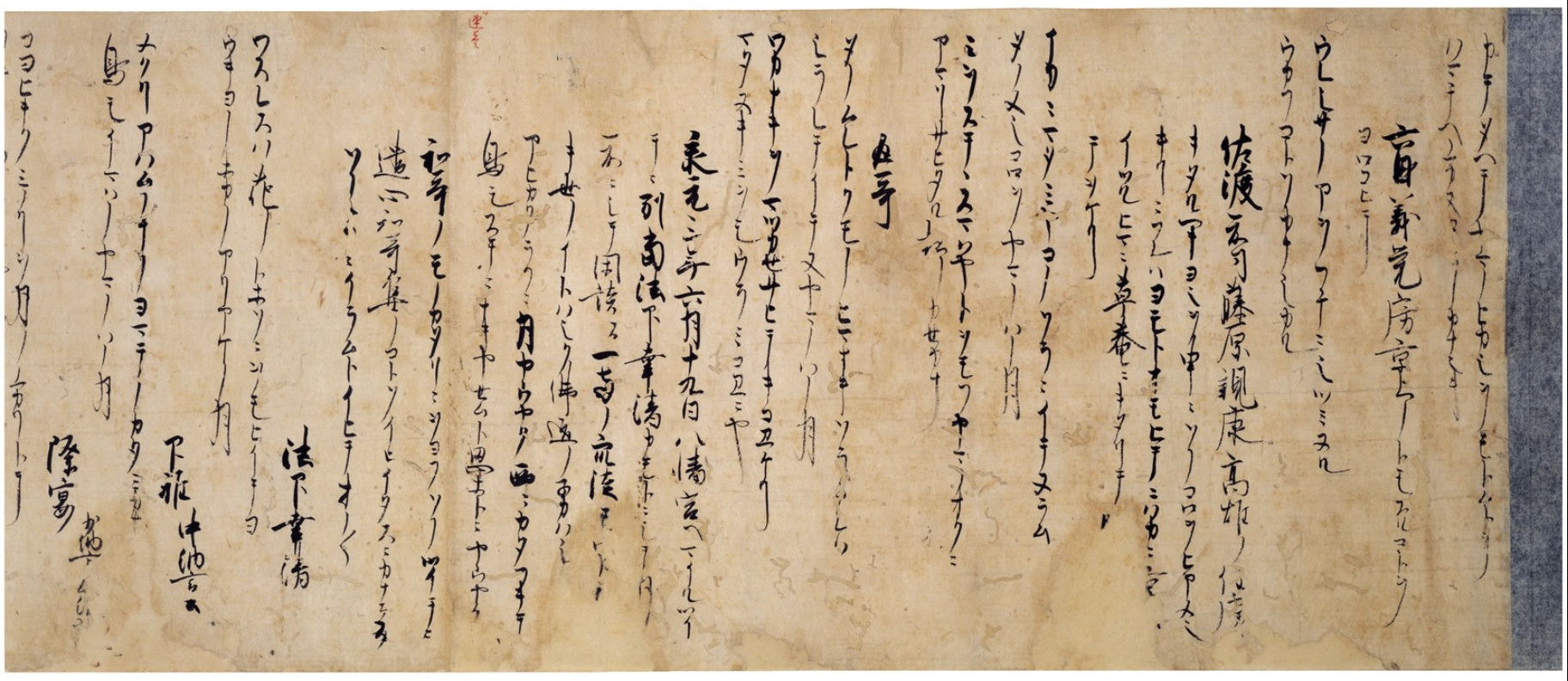
明恵上人歌集　ACE1248

漢字の一部を使いその文字の代わりとして用いることは7世紀中頃から見られるが、片仮名の起源は9世紀初めの奈良の古宗派の学僧たちの間で漢文を和読するために、訓点として借字（万葉仮名）の一部の字画を省略し付記したものに始まると考えられている。この借字は当初、経典の行間の余白などにヲコト点とともに使われていた。それが小さく素早く記す必要から字形の省略・簡化が進んだ結果、現在見る片仮名の原型となり、ヲコト点に成り代わって盛んに訓読に利用されるようになった。片仮名はその発生の由来から、僧侶や博士家などによって漢字の音や和訓を注記するために使われることが多く、ごく初期から漢字仮名交り文に用いた例も見られる。後には歌集や物語をはじめ、一般社会の日常の筆記にも使用範囲が広がったが、平仮名で書かれたものが美的な価値をもって鑑賞されるに至ったのと比べると、記号的・符号的性格が強い。当初は字体に個人差・集団差が大きく、10世紀中頃までは異体字が多く見られ、時代を経るに従って字体の整理が進み、12世紀には現在のそれと近いものになった。
平安時代中期に成立した『うつほ物語』の「国譲上」の巻において「書の手本」の中に片仮名があげられており、これにより平安時代中期には、片仮名がひとつの文字体系であると認識されていたことがわかる。なお江戸時代の学者伴信友は、平安時代後期に成立したと見られる『堤中納言物語』の「虫めづる姫君」に、虫愛づる姫君が男から送られた恋文に対して「仮名（平仮名）はまだ書き給はざりければ、かたかんな（片仮名）に」返事を書いたという記述があることから、当時の文字の習得が片仮名から始めて平仮名に進んでいったとしている。しかし小松英雄はこの説明について、「虫めづる姫君」に見られる記述は虚構である物語における特殊な例であり、実際には初めから仮名（平仮名）を美しく書けるように習得するのが、当時の女性にとっては一般的であったとして退けている。
明治初期のころの字体はJ・C・ヘボン著『和英語林集成』の付表などにもみられる。平仮名に比べ学問的傾向が強いので、戦前の日本ではより正式な文字とみなされ、法令全書その他の公文書で用いられ、教育面でも平仮名に先行して教えられた。また、[v]の発音を表記するため、福澤諭吉によって「ヷ/ヸ/ヴ/ヹ/ヺ」が考案された。

### 異体字の抑圧
明治33年（1900年）、平安時代から続く片仮名のうち、「小学校令施行規則」の「第一号表」に「48種の字体」だけが示され、以後これらが公教育において教授され一般に普及するようになり、現在に至っている。規則制定の理由は一音一字の原則に従ったためである。これにより「」と「」が用いられなくなった。

### 仮名遣いの改変
第二次世界大戦後、現代仮名遣いが制定された。これにより、特殊な場合を除いて「ヰ」と「ヱ」が用いられなくなった。

## 字体の由来
中田祝夫は、下の表で見られるような従来の字源についての説明を批判している。それは、従来の説ではまず現在の活字のような楷書体の漢字から片仮名の字源を想定し、各々の片仮名の字源を探ろうとするがそれは誤りであり、片仮名が生まれたころの時代を含めた近代以前には、漢字は実際には行書体や草書体で記される場合がほとんどで、そんな中でいわば平仮名のように、楷書体ではない崩した字体をさらに省略するなどして出来たのが片仮名であったとしている。
- 「エ」は、初期の片仮名では、ヤ行のエであった。[9]「江」は、万葉仮名でヤ行のエである。[10]
- 「キ」については「幾」の草体の変形、ならびに平仮名「き」の変形とする説がある。
- 「ケ」については「箇」の異体字である「个」の変形とする説がある。
- 「ツ」については「州」の草体、「門」の草体、または「津」の一部とする諸説がある。
- 「ト」については「外」の旁を採ったとする説がある。
- 「ユ」については「弓」の最初の2画を採ったとする説も以前からある。
- 「ヰ」「ヱ」は、現在歴史的仮名遣においてのみ用いられる。
- 「ヰ」は「井」の草体を変形させたものである。
- 「ヱ」については「慧」の草体の一部を採ったとする説もある。
- 「ワ」については「輪」の意の記号「○」を「（）」と2画で書いたところから生まれたとする説がある。
- 「ン」については漢字でなく撥音を表す記号（Ｖ）の変形とする説もある。

## 一覧
現在、日本語で主に使われているものは以下の通りである。
| ワ行 | ラ行 | ヤ行 | マ行 | ハ行 | ナ行 | タ行 | サ行 | カ行 | ア行 |      |
|      |      |      |      |      |      |      |      |      |      | ア段 |
| ()   |      |      |      |      |      |      |      |      |      | イ段 |
|      |      |      |      |      |      |      |      |      |      | ウ段 |
| ()   |      |      |      |      |      |      |      |      |      | エ段 |
|      |      |      |      |      |      |      |      |      |      | オ段 |
| ---- | ---- | ---- | ---- | ---- | ---- | ---- | ---- | ---- | ---- | ---- |

| 撥音 |
| ---- |

| 拗音 | 促音 | 拗音 |
| ャ   |      | ァ   |
|      |      | ィ   |
| ュ   | ッ   | ゥ   |
|      |      | ェ   |
| ョ   |      | ォ   |
| ---- | ---- | ---- |

| 半濁音 | 濁音 | 長音 |
| ゜     | ゛   | ー   |
| ------ | ---- | ---- |

1900年ごろ、日本語で主に使われていたものは以下の通りである。
| ワ行 | ラ行 | ヤ行 | マ行 | ハ行 | ナ行 | タ行 | サ行 | カ行 | ア行 |      |
|      |      |      |      |      |      |      |      |      |      | ア段 |
|      |      |      |      |      |      |      |      |      |      | イ段 |
|      |      |      |      |      |      |      |      |      |      | ウ段 |
|      |      |      |      |      |      |      |      |      |      | エ段 |
|      |      |      |      |      |      |      |      |      |      | オ段 |
| ---- | ---- | ---- | ---- | ---- | ---- | ---- | ---- | ---- | ---- | ---- |

| ナリ | トモ | トキ | シテ | コト | イフ | 撥音 |
| ---- | ---- | ---- | ---- | ---- | ---- | ---- |

| 拗音 | 促音 |
| ャ   |      |
| ュ   | ッ   |
| ョ   |      |
| ---- | ---- |

| 半濁音 | 濁音 | 長音 | 畳音 | 畳音 |
| ゜     | ゛   | ー   | 〱   | ヽ   |
| ------ | ---- | ---- | ---- | ---- |

### 異体字
片仮名には、平仮名における変体仮名と同じく異体字が存在する。
| 片仮名 | 片仮名異体 | 解説                       | 使用例                          |
| ------ | ---------- | -------------------------- | ------------------------------- |
| エ     | 𛀀         | 「衣」の省字               |                                 |
| ホ     | 甲         | 「甫」からの転化か         | 菅家の点図                      |
| ホ     | [口/丨]    | 「保」の省字               | 卜部家に伝わる経点の図          |
| ワ     | 禾         | 「和」の省字               | 日本紀の点                      |
| タ     | 太         |                            | 菅家の点図                      |
| ツ     | ⿶儿丨     |                            | 卜部家に伝わる経点の図          |
| ネ     | 子         |                            |                                 |
| ネ     | [ネ-丶]    |                            | 卜部家に伝わる経点の図          |
| ム     | レ         | 「武」の省字               |                                 |
| ヰ     | 井         |                            |                                 |
| ノ     | 𠄎         | 「乃」の省字               | 卜部家に伝わる経点の図          |
| マ     | 丆         | 「万󠄂」の省字               | 菅家の点図、 卜部家に伝わる点図 |
| サ     | 七         | 「㔫」(「左」の俗字)の省字 | 菅家の点図、 卜部家に伝わる点図 |
| ミ     | 尸         | 「民」の省字               | 菅家の点図、 卜部家に伝わる点図 |
| ス     | 爪         | 「爲」の省字               | 菅家の点図                      |
| ス     | 寸         |                            | 菅家の点図                      |
| ン     | 𠃋         |                            |                                 |

これらの片仮名の異体字は、Unicodeには現在のところ採用されていない。コンピュータ上では似たような漢字などで代用できる場合もあるが、その方法（1文字での代用）によって全てを表示することはできない。

## 筆順
以下の画像に、片仮名の書き順と発音を示す。
"片仮名の書き順" - YouTube

## 使い道
片仮名の性質として画数が少なく直線的な形状、表音文字としての働きの２点が挙げられる。また、片仮名は漢字かな混じり文を中心とする言語生活の中での少数派という立場であり、外来語や固有名詞に使われる慣用として定着している。これらの性質によって片仮名は現代日本の言語生活によってさまざまな場面で使用される。
日本語では主に次のような場面で用いられる。
- 漢文訓読・注釈等に関わる場合
  - 漢文訓読における添え仮名
- 音を示すことを目的とする場合
  - 外来語

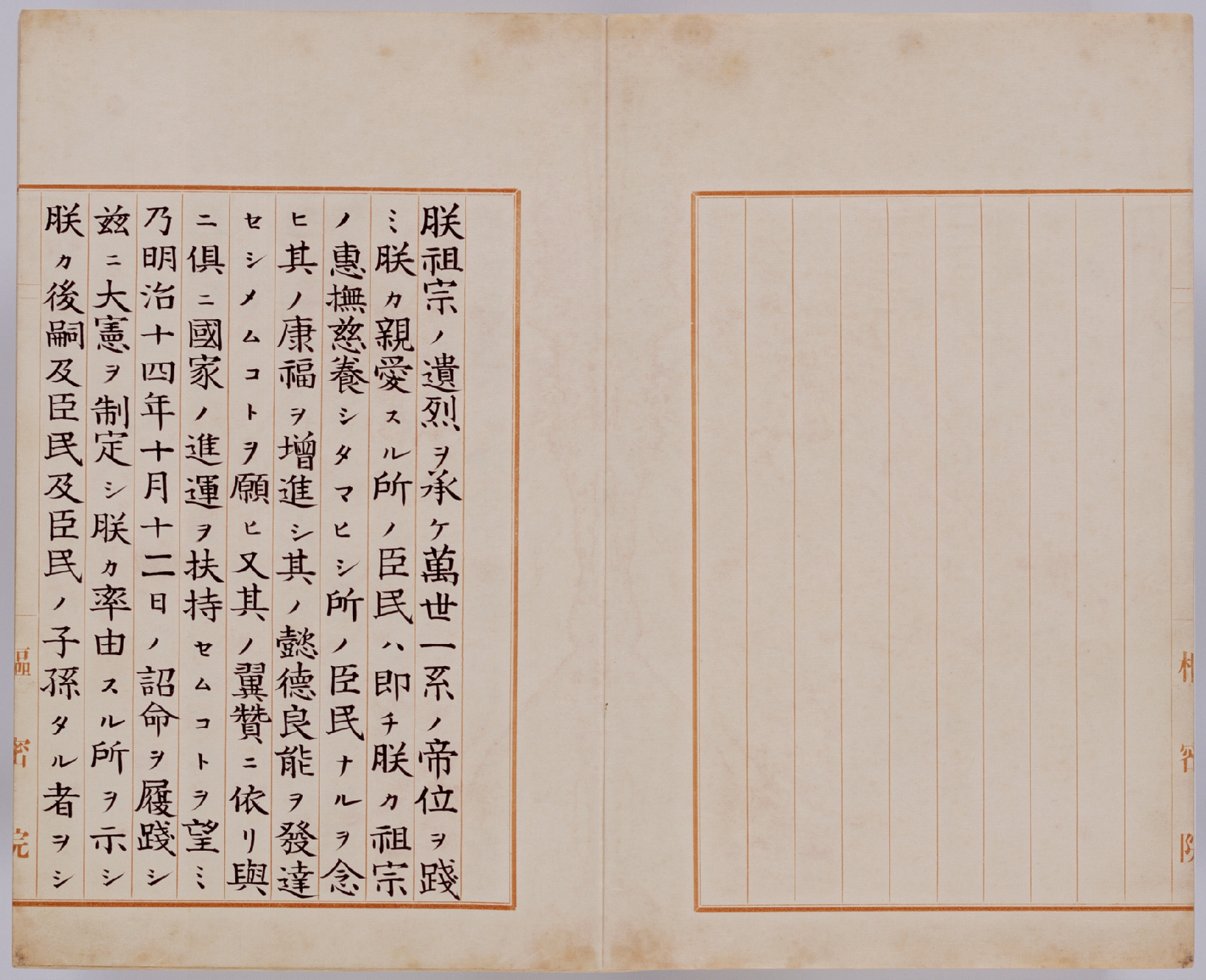
大日本帝国憲法「上諭」1頁目。漢字と片仮名で記載されており、平仮名は用いられていない。

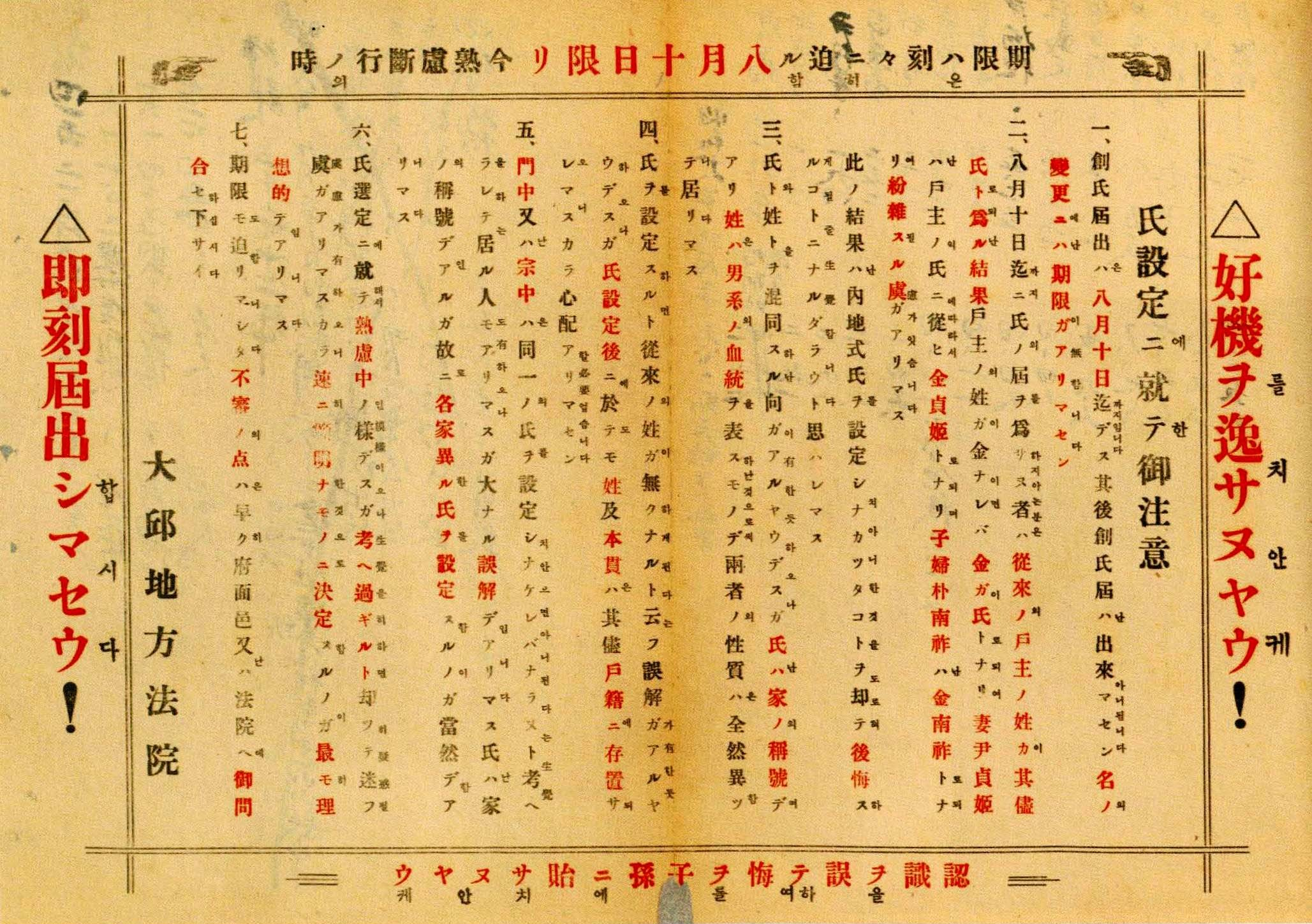
日本統治時代の朝鮮での創氏の法院公告。漢字と平仮名ではなく、漢字と片仮名で記載されている。なお当時の朝鮮の人々は漢字は読めても仮名は読めなかったため、仮名にはハングルを振っている。

  - 和製外国語、外国製日本語や混種語（カラオケなど）
  - 中華圏を除く外国の人名・地名などの固有名詞
    - ただし、中華圏の固有名詞でも難読などの理由で片仮名表記が使用されることがある。その他の漢字文化圏については片仮名表記も多く使われる（朝鮮半島の固有名詞）、基本的に片仮名表記（ベトナム、モンゴルの固有名詞）など混在した状態となっている。
    - 日本人の人名であってもキリスト教徒の洗礼名や外国姓を名乗るハーフなどの場合は片仮名表記なので名前の表記が片仮名漢字混じりになる。女性、とりわけ第二次世界大戦以前に生まれた人の人名ではカタカナが見受けられる。

  - 擬音語・擬態語（ただし、吉田(2000)によれば、平仮名でも表記することができ、特に擬態語に関しては平仮名が主流であるという論もある。）
  - 漢字の音（音読み、固有名詞の特殊な読み、日本語以外の言語での発音、常用漢字外の文字の仮名表記）
    - 逆にあえて平仮名を使うことで、「本来とは違う日本語的な発音」というニュアンスを示せる
- かな電報の本文。合格電報の「サクラサク」など
- 一般と異なる表記による効果を目的とする場合
  - 学術用語、生物の和名（イヌ、キジ、サクラなど）
  - 難解な漢字表記、他の漢字との混同や一目では見にくい漢字表記を避けつつ、平仮名で書くと読みづらい語を表記するとき（ハレとケ、テキヤ、カギ、フチ、チンドン屋など）
  - 固有名詞を強調の意図をもって表記するとき（例えば、広島県、広島市などを指す「広島」が「ヒロシマ」と片仮名表記される場合は、広島市への原爆投下の関連での言及が多い）
  - その語が特殊な（多くは卑俗な）意味で用いられていることを示すとき（ヤる、イく、テキトウなどの俗語、隠語）
  - 日本語でくだけた口調の会話文を表現をする場合（感動詞、終助詞を含む）
  - 会社名や商品名などの固有名詞を表記する場合
  - 日本語の非母語話者の片言での会話を表現する場合（コンニチハなど）
  - 初期の機械音声など片言および無感情性を表現する場合
  - 明治から昭和期までの法律、政令、伝令など（漢字カタカナ交じり）
- 技術的な理由から使用可能な文字が限られている場合
  - 1988年8月以前の電報
  - マルチバイト文字がサポートされていないコンピュータ環境。「半角ｶﾀｶﾅ」の「ｶﾀｶﾅ」部分。
- 項目を列挙する際、各項目の区別または順序を示す記号として用いられる（ア……、イ……、ウ……）。この場合は、いろは順が採用されることも多い。
- 「片仮名」という単語を「カタカナ」と表記することがある。
- "v"音を示す「ヴ」および「ヴァ・ヴィ・ヴェ・ヴォ」はもっぱら片仮名で使用される。

日本語以外では、アイヌ語表記にも使われる。
また、日本統治時代の台湾で台湾語および客家語の表記に使われた事もある。